# L'ultimo figlio del sole
L'ultimo figlio del sole (Der letzte Sonnensohn) è un film muto del 1919 prodotto e diretto da Erik Lund insieme a Bruno Kastner che firma anche come sceneggiatore, oltre ad essere uno degli interpreti del film.

## Produzione
Il film fu prodotto dalla Ring-Film GmbH (Berlin).

## Distribuzione
Uscì nelle sale cinematografiche tedesche con il visto di censura in data agosto 1919.